# Craig Burley
Craig William Burley (Ayr, 1971. szeptember 24. –) skót válogatott labdarúgó. Pályafutása során skót és angol klubokban fordult meg.
A skót labdarúgó-válogatott tagjaként részt vett az 1996-os labdarúgó-Európa-bajnokságon és az 1998-as labdarúgó-világbajnokságon.

## Sikerei, díjai
- Chelsea
  - Angol kupa: 1996-97
- Celtic FC
  - Skót bajnok: 1997-98
  - Skót ligakupa: 1997-98